# Lapväärtinjoki
Lapväärtinjoki (finnisch) oder Lappfjärds å (schwedisch) ist ein Fluss in den finnischen Landschaften Südösterbotten und Österbotten.
Der Fluss bildet den Unterlauf des Isojoki (Storå), der seinen Ursprung südlich des Nationalparks Lauhanvuori hat. 
Er fließt in nordwestlicher Richtung und mündet südlich von Kristinestad in der Bucht Lappfjärdsfjärden in den Bottnischen Meerbusen. Sein Einzugsgebiet umfasst 1098,1 km². Die gesamte Flusslänge beträgt 75 km.
An seinem Flusslauf liegt der Ort Isojoki.